# Сон Кі Джон
Сон Кі Джон (кор. 손기정; 1912—2002) — корейський легкоатлет, олімпійський чемпіон 1936 року в марафоні. Так як в ті роки Корея була колонією Японії, він виступав за збірну Японії під ім'ям Сон Кіте.

## Життєпис
Народився в місті Сінийджу.
У 1940 закінчив університет Мейдзі.
3 листопада 1935 на марафоні в Токіо встановив світовий рекорд — 2: 26,42.
У 1933 і 1934 ставав переможцем марафону в Сеулі.
На відкритті олімпійських ігор в Сеулі ніс олімпійський смолоскип.
Помер 15 листопада 2002 від пневмонії.